# 리파트 제말레트디노프
리파트 마라토비치 제말레트디노프(러시아어: Рифат Маратович Жемалетдинов, 타타르어: Рифат Марат улы Җамалетдинов, 1996년 9월 20일 ~ )는 타타르족 출신 러시아의 프로 축구 선수로, CSKA 모스크바에서 공격형 미드필더로 활약하고 있다.

## 구단 경력
그는 2015년 9월, 토르페도 블라디미르와의 러시아 컵 경기를 위해 로코모티프 모스크바 시니어 대표팀에 처음 소집되었다. 2016년 4월 30일, 스파르타크 모스크바와의 경기에서 로코모티프 소속으로 러시아 프리미어리그 데뷔 전을 치렀다.
2021년 5월 21일, 그는 로코모티브와의 계약을 2024년까지 연장했다.
2024년 5월 29일, 로코모티브는 제말레트디노프가 계약이 만료됨에 따라 클럽을 떠났다고 발표했다.
2024년 7월 9일, 제말레트디노프는 CSKA 모스크바와 한 시즌 계약(1년 더 옵션 포함)을 체결했다.

## 국가대표팀 경력
그는 2013년 UEFA U-17 축구 선수권 대회에서 열린 우크라이나와의 조별 리그 1차전에서 골을 넣으며 러시아 U-17 축구 국가대표팀과 함께 우승했다. 또한 2013년 FIFA U-17 월드컵에도 참가했다. 이후 2015년 UEFA U-19 축구 선수권 대회에서 러시아 U-19 축구 국가대표팀을 대표하여 스페인에 이어 준우승을 차지했다.
2019년 10월 10일과 13일에 열린 스코틀랜드 및 키프로스와의 UEFA 유로 2020 예선 경기에 처음으로 러시아 축구 국가대표팀에 소집되었다.
2021년 3월 24일, 몰타와의 2022년 FIFA 월드컵 예선 전에서 성인 국가대표팀 데뷔 전을 치렀다.
2021년 5월 11일, 그는 UEFA 유로 2020 30인 예비 연장 선수단에 포함되었다. 2021년 6월 2일, 그는 최종 선수단에 포함되었다. 그는 6월 16일, 핀란드와의 러시아 2차전에 후반 교체 투입되어 1-0으로 승리했다. 그는 6월 21일, 덴마크와의 마지막 조별 리그 경기에서 러시아가 1-4로 패하며 경기 막판 교체 투입되어 다시 출전했다.
그는 2021년 9월 4일, 키프로스와의 2022년 FIFA 월드컵 예선 전에서 첫 국가대표 골을 넣으며 2-0으로 승리한 원정 경기에서 결승골을 넣었다.